# Колумб, Христофор
Христофо́р Колу́мб (итал. Cristoforo Colombo, исп. Cristóbal Colón, лат. Christophorus Columbus; между 26 августа и 31 октября 1451, Генуэзская республика — 20 мая 1506, Вальядолид, Королевство Кастилия и Леон) — испанский мореплаватель генуэзского происхождения, в 1492 году открывший для европейцев Новый Свет (Америку).
Колумб первым из достоверно известных путешественников пересёк Атлантический океан в субтропической и тропической полосе Северного полушария и первым из европейцев ходил в Карибском море и в Саргассовом море. Он открыл Южную Америку и Центральную Америку и положил начало их исследованию, включая континентальные части и близлежащие архипелаги — Большие Антильские (Куба, Гаити, Ямайка и Пуэрто-Рико), Малые Антильские (от Доминики до Виргинских островов, а также Тринидад) и Багамские острова.
Первооткрывателем Америки для европейцев Колумба можно назвать с оговорками, ведь ещё в Средние века на территории Северной Америки бывали европейцы в лице исландских викингов (см. Винланд). Но поскольку за пределами Скандинавии сведений об этих походах не было, именно экспедиции Колумба впервые сделали сведения о землях на западе всеобщим достоянием и положили начало колонизации Америки европейцами.
Всего Колумб совершил 4 плавания к берегам Америки:
- Первое плавание (3 августа 1492 — 15 марта 1493).
- Второе плавание (25 сентября 1493 — 11 июня 1496).
- Третье плавание (30 мая 1498 — 25 ноября 1500).
- Четвёртое плавание (9 мая 1502 — 7 ноября 1504).

После его смерти имя Колумба как великого путешественника и первооткрывателя было прославлено и иногда используется как нарицательное. Вместе с тем, его жестокость при завоевании новых земель и порабощении индейцев превратила его в неоднозначную фигуру в Америке.

## Биография

### Молодость
Колумб родился в Италии в небогатой генуэзской семье, его отцом был Доменико Коломбо (итал. Domenico Colombo), а матерью — Сузанна Фонтанаросса (итал. Susanna Fontanarossa). По данным одного из исследований ДНК, Христофор Колумб мог быть потомком сефардов из Западной Европы.
Точная транскрипция его имени с испанского — Кристо́баль Коло́н, однако в восточнославянских и некоторых других языках он известен как Христофор Колумб (Christophor транслитерация греческого имени Χριστόφορος). Согласно старой версии, в семье, помимо Христофора, были ещё и другие дети: Джованни (умер в детстве, в 1484 году), Бартоломео, Джакомо, Бьянкелла (вышла замуж за Джакомо Баварелло). Традиционно шесть городов Италии и Испании оспаривают честь быть малой родиной Колумба.
Внешний облик Колумба известен по портретам, которые были написаны уже после его смерти. Бартоломе де Лас Касас, видевший Колумба в 1493 году, описывает его так:

Ростом был высок, выше среднего, лицо имел длинное и внушающее уважение, нос орлиный, глаза синевато-серые, кожу белую, с краснотой, борода и усы в молодости были рыжеватые, но в трудах поседели.

Учился в Павийском университете. Приблизительно в 1470 году женился на донье Филипе Мониш Перештрелу, дочери мореплавателя времён принца Энрике. До 1472 года Колумб жил в Генуе, а с 1472 года — в Савоне. В 1470-x годах участвовал в морских торговых экспедициях.
Полагают, что ещё в 1474 году астроном и географ Паоло Тосканелли сообщил Колумбу в письме, что до Индии можно добраться гораздо более коротким морским путём, если плыть на запад. По-видимому, уже тогда Колумб задумался о своём проекте морского путешествия в Индию. Возможно, на заниженную оценку Колумбом размеров Земли повлиял труд Imago Mundi (лат. Картина Мира, 1410) епископа Петра де-Аллиако. Произведя собственные расчёты на основании карты Тосканелли, он решил, что удобнее всего плыть через Канарские острова, от которых до Японии, по его мнению, оставалось около пяти тысяч километров.
В 1476 году Колумб переезжает в Португалию, где живёт девять лет. Известно, что в 1477 году Колумб посетил Англию, Ирландию и Исландию, где мог ознакомиться с данными исландцев о землях на западе. За это время он успевает побывать также в Гвинейском заливе в составе экспедиции Диогу де Азамбужа, отправившейся туда в 1482 году для строительства крепости Эльмина (Гана). Первое обращение Колумба с предложением плыть в Индию западным путём относится примерно к 1475—1480 годам. Он адресовал его правительству и купцам родной Генуи. Отклика не последовало. В 1483 году он предлагает свой проект португальскому королю Жуану II. Сначала король хотел поддержать смелый проект, но после долгого изучения его отверг.
В 1485 году Колумб с сыном Диего переезжает в Испанию, избегая преследований. Зимой 1485—1486 годов он находит приют в монастыре Санта-Мария-де-ла-Ра́бида. Настоятель Хуан Перес де Марчена принял его и организовал первое письмо к своему знакомому — духовнику королевы Эрнандо де Талавера, с кратким изложением идей Колумба. Король Испании находился в это время в городе Кордове, где проходила подготовка к войне с Гранадой.
В 1486 году Колумб смог заинтересовать своим проектом герцога Медина-Сели. Поскольку его собственных финансов было недостаточно для организации экспедиции на запад, Медина-Сели свёл Колумба с королевскими финансовыми советниками, купцами и банкирами и со своим дядей — кардиналом Мендосой.
Зимой 1486 года Колумб был представлен Педро Гонсалесу де Мендосе, архиепископу Толедо и великому кардиналу Испании, который, в свою очередь, содействовал его аудиенции у католических королей Испании Фердинанда и Изабеллы. Для изучения предложений Колумба была назначена комиссия богословов, космографов, юристов, монахов и придворных во главе с Талаверой. Комиссия заседала четыре года, но по причине скрытности Колумба и его нежелания раскрывать планы так и не вынесла окончательного вердикта.
20 апреля 1488 года Колумб, следовавший за королевским двором из города в город, неожиданно получил письмо от португальского короля с предложением вернуться в Португалию:
И если Вы опасаетесь Нашего правосудия по поводу некоторых Ваших обязательств, то знайте, что ни после Вашего прибытия, ни во время пребывания в Португалии, ни после отъезда, Вы не будете ни арестованы, ни задержаны, ни обвинены, ни осуждены, ни преследуемы по какой-либо причине, вытекающей из гражданского, уголовного или какого-либо другого права.
Колумб направляет свои предложения и по другим адресам: от короля Англии Генриха VII в феврале 1488 года он получил благосклонный ответ, но без каких-либо конкретных предложений.
В 1491 году в Севилье состоялось повторное личное свидание с Фердинандом и Изабеллой. Результат для Колумба был снова неутешителен: «Ввиду огромных затрат и усилий, необходимых для ведения войны, начало нового предприятия не представляется возможным». К переговорам было решено вернуться после окончания войны.
В том же году Колумб обращается к герцогу Медина-Сидония, крупнейшему магнату, владельцу около ста торговых кораблей, но и от него получает отказ.
Наконец, в январе 1492 года состоялось долгожданное взятие Гранады. Колумб, видимо, сильно переоценил победный энтузиазм короля Испании: когда он сформулировал те условия, на которых он предполагал открывать и владеть новыми землями (назначить его вице-королём новых земель, наградить его титулом «Адмирала мирового океана»), Его величество признал требования Колумба «чрезмерными и неприемлемыми», переговоры были прерваны, а король отбыл из Санта-Фе.
Колумб в феврале 1492 года уезжает в Кордову, а затем декларирует намерение и вовсе эмигрировать во Францию.
Здесь шаг навстречу сделала королева Изабелла. Во время предыдущей встречи Колумб поделился с ней своей идеей о возможности нанесения удара с востока по Османской Империи, осуществлявшей в это время массированное наступление в Европу по суше и по морю, и даже о вероятном освобождении христианских святынь в Палестине, утерянных европейцами со времён Крестовых походов. Идея грядущего освобождения Гроба Господня настолько захватила сердце Изабеллы, что она решила не давать этого шанса ни Португалии, ни Франции. Хотя Испанское королевство и было образовано в результате династического брака Фердинанда Арагонского и Изабеллы Кастильской, их монархии сохранили, однако, отдельные самостоятельные администрации, кортесы и финансы. «Я заложу свои драгоценности», — сказала она.
17 апреля 1492 года королевская чета жалует Колумбу и его наследникам титул «дон» (то есть делают его дворянином) и подтверждает, что, в случае удачи заокеанского проекта, он будет Адмиралом мирового океана и вице-королём всех земель, которые он откроет или приобретёт, и сможет передать эти титулы по наследству. Тем не менее, деньги на снаряжение экспедиции Колумбу предстояло искать самостоятельно за счёт недополученных государственных налоговых платежей Её Величества королевы Кастилии. К тому же, по договору восьмую часть расходов должен был нести сам Колумб, у которого вообще не было ни гроша.
Однако, Колумбу помог Мартин Алонсо Пинсон. Один из кораблей — «Пинта» — был его собственный, и снарядил он его за свой счёт; денег на второй корабль он дал Христофору в долг, чтобы Колумб мог сделать свой формальный вклад по договору.

### Экспедиции
В период между 1492 и 1504 годами Христофор Колумб предпринял четыре исследовательских экспедиции, описав их в своём бортовом журнале. Оригинал журнала не сохранился, но Бартоломе де лас Касас сделал частичную копию этого журнала, дошедшую до наших дней, благодаря которой стали известны многие детали путешествий.

#### Первая экспедиция
В свою первую экспедицию Колумб снарядил три судна — каракка «Санта-Мария» (флагман, владельцем и капитаном каракки был кантабриец Хуан де ла Коса), «Пинта» (хозяин судна и его капитан Мартин Алонсо Пинсон) и третьим было судно, которое часто называют «Нинья». Наибольшая длина судна — 17,3 метра, ширина — 5,6 метра, осадка — 1,9 метра, водоизмещение — 101,2 тонны, экипаж — 40 человек. Капитан «Ниньи» — Висенте Яньес Пинсон, маэстре и хозяин судна — Хуан Ниньо (исп. Juan Niño), старший брат Педро Алонсо Ниньо) и пилот — Санчо Руис да Гама. В команду флотилии вошло всего 100 человек. Нога европейца впервые ступила на острова Карибского моря — Гуанахани (Багамские острова), Эспаньола (Гаити), Хуана (Куба). Этим путешествием была начата экспансия Испании в Новый Свет.
В исторической науке считается дискуссионным вопрос о том, какой именно остров, называемый на местном языке «Гуанахани», а самим Колумбом названный «Сан-Сальвадор», был открыт 12 октября 1492 года: остров Уотлинг или же остров Самана-Ки. Однако не вызывает сомнений, что это был один из Багамских островов, входящих в архипелаг Лукайя.
При этом Христофор Колумб считал эти новые земли Восточной Азией — окрестностями Китая, Японии или Индии. В дальнейшем новооткрытые территории долгое время именовались европейцами Вест-Индией, буквально «Западной Индией», так как к этой «Индии» нужно было плыть на запад, в отличие от Индии и Индонезии, которые в Европе долгое время назывались Ост-Индией («Восточной Индией»).

##### Хронология путешествия
- 3 августа 1492 года — Колумб вывел корабли из гавани испанского города Палос-де-ла-Фронтера.
- 6 сентября — После устранения течи на «Пинте» поход продолжен прямо на запад с острова Гомера (Канарские острова).
- 16 сентября — на пути экспедиции стали появляться скопления зелёных водорослей. Постепенно их становилось всё больше. Через это странное водное пространство корабли шли три недели. Так было открыто Саргассово море.
- 7 октября — по требованию команды, полагающей, что Японию «проскочили», корабли меняют курс на западо-юго-запад.
- 12 октября — в два часа пополуночи матросом Родриго де Триана с борта «Пинты» обнаружена земля. Ещё накануне матросы заметили огни.
- 13 октября — Колумб высадился на берег, водрузил на нём кастильское знамя, формально вступил во владение островом и составил об этом нотариальный акт. Остров назван Сан-Сальвадором (подробнее см. Гуанахани). Его координаты — 24° с. ш. и 74°30′ з. д. На острове испанцы увидели местных жителей. Возможно, это были араваки. Араваки ходили абсолютно нагими, а на тело наносили ритуальные узоры. Железного оружия они не знали. По морю они передвигались на вёсельных челнах, вмещавших по сорок человек. Именно здесь туземцы подарили Колумбу «сухие листья» — табак. Увидев у некоторых из них кусочки золота, Колумб попытался выяснить его происхождение и, захватив шесть араваков в плен, заставил их показать дорогу дальше. Две недели Колумб постепенно продвигался на юг, открывая новые острова из состава Багамских островов. Здешние жители носили одежду из хлопковой пряжи. В их домах испанцы впервые увидели гамаки. От жителей испанцы узнали о большом южном острове Куба.
- 28 октября 1492 года — Колумб высадился в бухте Бариэй на северо-востоке Кубы, 76° з. д. После общения с местными жителями Колумб решил, что находится на одном из полуостровов Восточной Азии. Однако ни золота, ни пряностей, ни крупных городов испанцы не нашли. Дома жителей были построены из ветвей и тростника, возделывали они хлопчатник, картофель, батат, табак и маис (кукурузу). Полагая, что достиг самой бедной части Китая, Колумб решил повернуть на восток, где, по его представлениям, лежала более богатая Япония.
- 13 ноября 1492 года — узнав от туземцев об острове, изобилующем золотом, Колумб двинулся на восток на его поиски.
- 15 ноября 1492 года — Колумб в своём дневнике впервые описывает табак, который употребляют индейцы.
- 20 ноября 1492 года — пропала «Пинта». Её капитан Пинсон-старший отличался самовольными действиями и неоднократно выходил из подчинения. Он оставил Колумба возле острова Куба, надеясь обнаружить воображаемый остров. Он также в дальнейшем первым обнаружил Гаити и реку, где он высадился (теперь Пуэрто-Кабельо; эта река изначально носила его имя). Два оставшихся судна продолжали путь на восток, пока не достигли восточной оконечности Кубы — мыса Майси.
- 6 декабря 1492 года — открыт остров Гаити, который Колумб назвал Эспаньолой, потому что его долины показались ему похожими на земли Кастилии. Продвигаясь вдоль северного берега, испанцы открыли остров Тортуга.
- 25 декабря 1492 года — «Санта-Мария» села на рифы. С помощью местных жителей с корабля удалось снять пушки, припасы и ценный груз. Из обломков корабля был построен на о. Гаити форт, названный Ла-Навидад (Рождество). Колумб оставил здесь 39 моряков, вооружил форт пушками с «Санта-Марии» и оставил им припасов на год, а сам 4 января 1493 года, взяв с собой нескольких островитян, вышел в море на маленькой «Нинье».
- 6 января 1493 года — у северного берега Эспаньолы «Нинья» натолкнулась на «Пинту». Своё отсутствие Пинсон-старший объяснил влиянием погодных условий.
- 16 января — два корабля вышли в обратный путь.
- 12 февраля — поднялась буря, и в ночь на 14 февраля корабли потеряли друг друга из виду. Шторм был столь сильным, что испанцы были готовы к неминуемой гибели.
- 15 февраля — когда ветер немного стих, моряки увидели землю, и 18 февраля «Нинья» подошла к острову Санта-Мария (Азорские острова).
- 9 марта «Нинья» бросает якорь в Лиссабоне, где Жуан II принимает Колумба как светлейшего князя и приказывает снабдить того всем необходимым.
- 15 марта — «Нинья» возвращается в Испанию. В тот же день туда приходит и «Пинта». Колумб привозит с собой туземцев (которых в Европе называют индейцами), немного золота, невиданные ранее в Европе растения, плоды и перья птиц.

#### Раздел мира
В 1452—1456 годах римские папы Николай V и Каликст III предоставили Португалии право владеть землями, открытыми к югу и востоку от мыса Бохадор, «вплоть до индийцев».
Возвращение Христофора Колумба из своей первой экспедиции и весть о том, что он открыл «Западную Индию» (Вест-Индия), встревожили Португалию: это открытие лишало её предоставленных ранее территориальных прав. Кастилия, однако, отказывалась признавать папские пожалования, ссылаясь на право первого открытия. Разрешить конфликт миром мог лишь глава католической церкви.
3 мая 1493 года папа Александр VI объявил, что все земли, которые Кастилия открыла или откроет западнее меридиана, проходящего в 100 лигах западнее островов Зелёного Мыса, должны принадлежать ей, а новые земли, которые будут открыты восточнее этой линии — Португалии. Папское решение легло в основу испано-португальских переговоров, которые через год завершились Тордесильясским договором от 7 июня 1494 года.

#### Вторая экспедиция
Вторая флотилия Колумба состояла уже из 17 судов. Флагман — «Мария-Галанте» (водоизмещение двести тонн). По разным данным, экспедиция состояла из 1500—2500 человек. Среди участников 2-й экспедиции были первопроходец Хуан де ла Коса, нотариус Родриго де Бастидас, а также будущий завоеватель и губернатор Кубы Диего Веласкес де Куэльяр. В её составе уже были не только моряки, но и монахи, священники, чиновники, служилые дворяне, придворные. С собой они везли лошадей и ослов, крупный рогатый скот и свиней, виноградные лозы, семена сельскохозяйственных культур, для организации постоянной колонии.
В ходе экспедиции полностью покорена Эспаньола, начато массовое истребление местного населения. Заложен город Санто-Доминго, проложен наиболее удобный морской путь в Вест-Индию. Открыты Малые Антильские острова, Виргинские острова, острова Пуэрто-Рико, Ямайка, почти полностью исследовано южное побережье Кубы. При этом Колумб продолжал утверждать, что он находится в Индии.

##### Хронология
- 25 сентября 1493 года — экспедиция вышла из Кадиса. На Канарских островах взяли сахарный тростник и собак, приученных к охоте. Курс пролегал примерно на 10° южнее, чем в первый раз. Позднее этим маршрутом стали пользоваться все корабли из Европы в «Западную Индию».
- При удачном попутном ветре (в экваториальной области Атлантического океана ветра постоянно дуют на запад) путь занял всего 20 дней, и уже 3 ноября 1493 года (в воскресенье) был открыт остров из гряды Малых Антильских островов, названный Доминикой.
- 4 ноября — экспедиция прибыла к самому большому из здешних островов, названному Гваделупой. На открытых островах жили карибы, совершавшие на больших челнах набеги на острова мирных араваков. Оружием их были луки и стрелы с наконечниками из обломков черепаховых панцирей или зазубренных рыбьих костей.
- 11 ноября — открыты острова Монтсеррат, Антигуа, Невис.
- 13 ноября — у острова Санта-Крус произошло первое вооружённое столкновение с карибами.
- 15 ноября — к северу от Санта-Круса открыт архипелаг, который Колумб назвал «Островами Одиннадцати тысяч дев» — сейчас их именуют Виргинскими островами. Обойдя архипелаг с обеих сторон, суда флотилии через три дня соединились у западной оконечности гряды.
- 19 ноября — испанцы высадились на западном берегу большого острова, который Колумб назвал Сан-Хуан-Баутиста. С XVI века он носит название Пуэрто-Рико.
- 27 ноября — флотилия подошла к построенному в ходе первой экспедиции на о. Гаити форту Ла-Навидад, но на берегу испанцы обнаружили лишь следы пожарища и трупы.
- Январь 1494 года — к востоку от сожжённого форта построен город, Ла-Изабелла в честь Королевы Изабеллы. Многих испанцев сразила эпидемия жёлтой лихорадки. Отряд, посланный на разведку во внутренние районы страны, нашёл золото в речном песке в горном районе Кордильера-Сентраль.
- Март 1494 года — Колумб совершил поход внутрь острова. Тем временем в Ла-Изабелле из-за жары испортилась большая часть съестных припасов, и Колумб решил оставить на острове лишь пять кораблей и около 500 человек, а остальных отправить в Испанию. С ними он передал королю и королеве, что нашёл богатые месторождения золота, и просил прислать скот, съестные припасы и земледельческие орудия, предлагая платить за них рабами из числа местных жителей.
- 24 апреля 1494 года — оставив в Ла-Изабелле гарнизон под командой младшего брата Диего, Колумб повёл три небольших корабля на запад вдоль юго-восточного побережья Кубы.
- 1 мая — обнаружен узкий и глубокий залив (современная бухта Гуантанамо). Далее к западу — горы Сьерра-Маэстра. Отсюда Колумб повернул на юг.
- 5 мая — открыт остров Ямайка (Колумб назвал его Сантьяго).
- 14 мая — пройдя вдоль северного берега Ямайки и не найдя золота, Колумб вернулся к Кубе. 25 следующих дней корабли двигались сквозь мелкие островки вдоль южного побережья острова.
- 12 июня — пройдя почти 1700 км вдоль южного побережья Кубы и не дойдя всего 100 км до западной оконечности острова, Колумб решил повернуть, потому что море сильно обмелело, матросы проявляли недовольство, а провизия была на исходе. Перед этим, чтобы оградить себя от обвинений в малодушии, которые могли последовать в Испании, он потребовал от всей команды присягнуть, что Куба — часть континента, а поэтому дальше плыть нет смысла. Повернув назад, флотилия открыла остров Эванхелиста (позднее названный Пинос, а с 1979 года — Хувентуд).
- 25 июня — 29 сентября — на обратном пути обогнули с запада и юга Ямайку, прошли вдоль южного побережья Эспаньолы и вернулись в Ла-Изабеллу. К этому времени Колумб уже был довольно тяжело болен.
- За пять прошедших месяцев второй брат Колумба, Бартоломе, привёл из Испании три корабля с войском и припасами. Группа испанцев захватила их и бежала домой. Остальные разбрелись по острову, грабя и насилуя туземцев. Те оказали сопротивление и убили часть испанцев. После возвращения Христофор болел пять месяцев, а когда выздоровел, то в марте 1495 года организовал покорение Эспаньолы отрядом из двухсот солдат. Туземцы были почти безоружны, а Колумб применял против них конницу и привезённых с собой специально обученных собак. Через девять месяцев этой травли остров был покорён. Индейцев обложили данью, обращали в рабство на золотых приисках и плантациях. Индейцы бежали из селений в горы, гибли от неизвестных болезней, привезённых колонистами из Европы. Тем временем колонисты переселились на южный берег острова, где в 1496 году Бартоломе Колумб заложил город Санто-Доминго — будущий центр Эспаньолы, а позднее — столицу Доминиканской Республики.
- Тем временем испанская королевская чета, обнаружив, что доходы от Эспаньолы (немного золота, меди, ценного дерева и несколько сот рабов, направленных в Испанию Колумбом) незначительны, разрешила всем кастильским подданным переселяться на новые земли, рассчитываясь с казной золотом.
- 10 апреля 1495 года — Испанское правительство разорвало отношения с Колумбом, и Америго Веспуччи получил право снабжать Индию по май 1498 года. 11 января 1496 года Веспуччи получает 10000 мараведи от казначея Пинело для выплаты заработной платы морякам[11]. Фактически он заключил контракт на снабжение в Андалузии одной (если не двух) экспедиций в Индии, в частности третьей экспедиции Колумба. Успех предприятия Колумба внушил Америго мысль оставить торговое дело, чтобы познакомиться с новооткрытой частью света.
- 11 июня 1496 года Христофор Колумб вернулся в Испанию отстаивать предоставленные ему ранее права. Он предоставил документ, согласно которому он действительно достиг Азиатского материка (см. выше, хотя на самом деле это был остров Куба), заявил, что в центре Эспаньолы он открыл чудесную страну Офир, где когда-то добывалось золото для библейского царя Соломона. Кроме того, Колумб предложил направлять в новые земли не вольных поселенцев, а уголовных преступников, сокращая им наполовину срок наказания. Последнее предложение не могло не найти отклика у правящей элиты, поскольку, с одной стороны, избавляло Испанию от нежелательных элементов, снижая расходы на их содержание в тюрьмах, а с другой стороны, — обеспечивало освоение снова открытых земель достаточно отчаянным «человеческим материалом».

#### Третья экспедиция
На третью экспедицию средств удалось найти немного, и с Колумбом отправилось лишь шесть небольших кораблей и около 300 человек команды (среди них Хуан де ла Коса, Педро Алонсо Ниньо), причём в команду принимали уголовников из испанских тюрем.
30 мая 1498 года флотилия вышла из устья реки Гвадалквивир. На этот раз Колумб решил держаться ещё южнее, полагая, что золото можно найти лишь ближе к экватору. От острова Йерро (Канарские острова) три корабля пошли напрямую к Эспаньоле, а три других повёл к островам Зелёного Мыса, откуда взял курс на юго-запад, намереваясь держаться как можно ближе к экватору. Корабли спустились до широты 9°30′ с. ш. и далее следовали на запад.
31 июля был открыт остров Тринидад. Колумб обогнул его с юга и вышел к дельте реки Ориноко и заливу Пария, которые он исследовал около двух недель, но, сражённый тяжёлой болезнью, был вынужден поспешить на север, в Санто-Доминго. 20 августа Колумб прибыл на Эспаньолу, которую застал в плачевном состоянии. Колонисты подняли вооружённый мятеж против его брата Бартоломе, который закончился тем, что Колумб был вынужден пойти на введение системы закрепощения индейцев за мятежными колонистами (исп. repartimiento — распределение), каждому из которых был отведён большой участок земли.
Испанская королевская казна почти не получала доходов от своей новой колонии, а в это время португалец Васко да Гама открыл морской путь в настоящую Индию (1498) и вернулся с грузом пряностей, доказав таким образом, что земли, открытые Колумбом, — совсем не Индия, а сам он — обманщик.
В 1499 году монопольное право Колумба на открытие новых земель было отменено. В 1500 году королевская чета направила на Эспаньолу с неограниченными полномочиями своего представителя Франсиско де Бобадилью. Тот взял в свои руки всю власть на острове, арестовал Христофора Колумба вместе с братьями, заковал их в кандалы и отправил в Испанию. По их прибытии, однако, местные финансисты смогли убедить королевскую чету снять обвинения с Колумба.

#### Четвёртая экспедиция
Христофор Колумб всё же хотел найти новый путь от открытых им земель в Южную Азию, к источнику пряностей. Он был уверен, что такой путь существует, так как наблюдал у берегов Кубы сильное морское течение, идущее на запад через Карибское море. Король, в конце концов, дал Колумбу разрешение на новую экспедицию.
В четвёртую экспедицию Колумб взял с собой брата Бартоломео и 13-летнего сына Фернандо. Во время четвёртого плавания Колумб открыл материк к югу от Кубы — берег Центральной Америки — и доказал, что Атлантический океан отделяет от Южного моря, о котором он слышал от индейцев, непреодолимый барьер. Он также первым сообщил об индейских народах, живущих у Южного моря.

##### Хронология
- 9 мая 1502 года — начало экспедиции. Из Кадиса: 4 каравеллы, флагман — «Ла-Капитана»
- 15 июня — двигаясь через Малые Антильские острова, причалил к острову Мартиника[12].
- 29 июня — спасаясь от морской бури, попросил у наместника Эспаньолы Николаса де Овандо разрешения укрыться в гавани Санто-Доминго, но ему было отказано. К счастью, суда Колумба справились с бурей.
- Июль — Колумб двинулся на запад вдоль южного побережья Эспаньолы и Ямайки. Он намеревался дойти на западе до материка и отыскать пролив, следуя вдоль берега.
- 30 июля — Колумб подошёл к северному берегу земли, населённой народом майя (Гондурас). Бартоломе высадился на материк и формально вступил во владение страной.
- 18 Сентября — открыт Москитовый берег (Никарагуа) и «Золотой берег» (позднее — Коста-Рика, «Богатый берег»).
- 5 октября — от индейцев страны Верагуа Колумб узнал, что до Южного моря (Панамского залива в Тихом океане) можно добраться через узкую, но гористую полоску суши (Панамский перешеек).
- 17 октября — открыт залив Москитос. Местные жители рассказали о существовании на юге страны, населённой воинственными людьми, которые ездят на животных, носят панцири, владеют мечами, луками и стрелами (очевидно, что речь шла о Перу — высокоразвитом государстве инков, жители которого использовали лам в качестве вьючных животных).
- Ноябрь — суда Колумба с трудом продвигаются вдоль побережья Панамы.
- Декабрь — Экспедиция встречает новый 1503 год в бухте, которая через 400 лет станет северным входом в Панамский канал. От Тихого океана Колумба отделяет лишь 65 км, но их он так никогда и не преодолеет.
- Январь 1503 года — Колумб возвращается в залив Москитос. Он хочет оставить здесь колонию под командой своего брата Бартоломе, но местные индейцы столь воинственны, что он отказывается от этого намерения.
- 16 апреля — Колумб выходит в море и возобновляет поиски пролива, двигаясь на восток.
- 1 мая — Достигнув мыса Тибурон в Дарьенском заливе, Колумб узнаёт от индейцев, что в этом районе уже два года назад были европейцы (Родриго де Бастидас, 1501), а это означает, что поиски пролива можно прекратить. Колумб поворачивает суда на север, к Ямайке.
- 25 июня — Колумбу после долгих скитаний по морю, в ходе которых он открыл Каймановы острова, удаётся вывести корабли к северному побережью Ямайки (200 км от Эспаньолы) и посадить их на мель.
- Июль — Колумб направляет на Эспаньолу посланника в индейской пироге с просьбой к наместнику испанской колонии прийти ему на выручку.
- 29 февраля 1504 года — Христофор Колумб использует лунное затмение для запугивания враждебных ямайских индейцев: «…Экспедицию выручил адмирал, прибегнув к старинному средству, способному смутить простодушных индейцев. По календарям он знал, что 29 февраля 1504 года будет лунное затмение, о чём объявил индейским кацикам как о знамении небес, недовольных плохим снабжением испанцев. Когда затмение началось, поражённым индейцам сообщили, что Колумб молится об их спасении, которое будет даровано, если они возобновят поставки продовольствия. Кацики на всё соглашались, и впредь продовольственных проблем у испанцев не было.» — Гонсало Фернандес де Овьедо-и-Вальдес о четвёртой экспедиции Колумба (1502—1504).
- Июнь — лишь через год на Ямайку прибывает корабль, снаряжённый за счёт самого Колумба. Он забирает всех оставшихся в живых участников экспедиции.
- 29 июня — Колумб покидает Ямайку. До Эспаньолы добираются полтора месяца.
- 12 сентября — братья Колумбы покидают Эспаньолу и сквозь многие бури добираются до Кастилии.

### Последние годы жизни и смерть
В последние годы жизни Христофор Колумб тяжело заболел. Его перевезли в Севилью. Он не смог добиться восстановления дарованных ему прав и привилегий, а все деньги истратил на товарищей по путешествиям.
20 мая 1506 года в Вальядолиде Христофор Колумб, цитируя Иисуса Христа, произнёс свои последние слова: «В Твои руки, Господи, я вручаю мой дух». Он скончался в этот же день, на 55-м году жизни, и был похоронен в Севилье.
Современники почти не заметили его смерти. Огромное значение открытий Колумба для Испании было признано лишь в середине XVI века, после завоевания Мексики, Перу и государств на севере Анд, когда в Европу оттуда пошли суда с серебром и золотом.

## Судьба останков
После смерти Колумба в 1506 году его прах сначала был погребён в Севилье (Испания), но затем император Карл V решил исполнить его предсмертное желание и похоронить его на земле Вест-Индии. Останки Колумба в 1540 году отвезли на остров Эспаньола (так называли в то время Гаити) и похоронили в Санто-Доминго. Когда на рубеже XVIII и XIX веков испанская часть Эспаньолы перешла к французам (уже владевшим её западной частью, именовавшейся Гаити), прах был перевезён на Кубу в кафедральный собор Гаваны. После изгнания с этого острова испанцев в 1898 году прах мореплавателя снова вернули в Севилью. С тех пор могила Христофора Колумба находится в Севильском кафедральном соборе.
Однако в 1877 году во время реставрации кафедрального собора Санто-Доминго, старейшего в Новом свете, был обнаружен ящичек с костями. На нём было написано, что они принадлежат Колумбу. После этого между Севильей и Санто-Доминго возник спор за право считаться местом, где покоится великий мореплаватель. В 1992 году доминиканские останки были перенесены в специально построенный маяк — памятник Колумбу в Санто-Доминго.
В 2003 году исследованием этого вопроса занялась группа генетиков и антропологов во главе с профессором судебной медицины Гранадского университета и Академии ФБР в Куантико Хосе Антонио Лоренте. Анализ предполагаемых останков Колумба, эксгумированных в Севилье, показал, однако, что они принадлежат довольно хрупкому 45-летнему мужчине, тогда как Христофор Колумб, напротив, был весьма крепкого сложения, а скончался в возрасте от 55 до 60 лет. Однако в 2002 году анализ ДНК останков при сравнении с образцами, извлечёнными из останков брата Колумба Диего, показал абсолютное совпадение митохондриальной ДНК и вероятное происхождение от одной матери.
Доминиканские власти наложили запрет на эксгумацию и исследование останков, находящихся в маяке-памятнике в Санто-Доминго.

## Труды
Колумб является автором нескольких письменных трудов:
- Письмо Колумба о первом плавании в Америку[исп.], написано собственноручно 15 февраля 1493 года на обратном пути, на борту каравеллы «Нинья»
- Книга привилегий (исп. Los Privilegios del Almirante Cristóbal Colón), 1502, Севилья, написана перед его четвёртым путешествием в Америку
- Книга пророчеств (исп. El Libro de las Profecías), 1502—1504, Севилья, закончена после четвёртого путешествия в Америку
- Судовой журнал Колумба[англ.] — покрывает промежуток времени с 3 августа по 6 ноября 1492 года

## Массовая колонизацияЭспаньолы
В Испанию стало поступать золото, добытое на Эспаньоле, и жемчуг, собранный на Жемчужном берегу (южное побережье Карибского моря). В Западную Индию устремились сотни и тысячи желающих добиться богатства. С 1502 года началось массовое заселение испанцами Антильских островов.
Испанцы творили массовые зверства над местным населением. В 1515 году коренных жителей Гаити было уже менее 15 тысяч, а к середине XVI века они вымерли полностью. На Эспаньолу стали завозить рабов с Малых Антильских островов, а также «дикарей» с Кубы, Ямайки и Пуэрто-Рико. Когда коренное население стало исчезать и там, усилилась массовая охота на рабов в Южной Америке, а затем стали завозить рабов из Африки.

## Экспедиции в Южную Америку современников Колумба
Сразу же после отмены в 1499 году монопольного права Христофора Колумба на открытие новых земель в Западной Индии, туда начали снаряжать свои экспедиции участники предыдущих путешествий знаменитого мореплавателя.
Первыми стали Педро Алонсо Ниньо (май, 1499—1500), Алонсо Охеда (20 мая 1499 — февраль 1500, 1502), Висенте Яньес Пинсон (декабрь 1499—1500), Родриго де Бастидас (октябрь 1500—1502). В этой экспедиции его сопровождали Васко Нуньес де Бальбоа и Хуан де ла Коса.
Педро Алонсо Ниньо в 1499—1500 гг. посетил Жемчужный берег к западу от залива Пария в Карибском море и привёз на родину 38 кг жемчуга — это была самая богатая заморская добыча испанцев в XV веке.
С Алонсо Охеда в экспедицию в 1499 году отправился также представитель флорентийских банкиров, финансировавших предприятие, — Америго Веспуччи, в качестве лоцмана и картографа Хуан де ла Коса и нотариус Родриго де Бастидас. Подойдя к южноамериканскому материку на широте примерно 5° с. ш., Охеда направился на северо-запад, прошёл 1200 км вдоль побережья Гайаны и Венесуэлы до дельты Ориноко, далее — через проливы в Карибское море и к Жемчужному берегу.
Тем временем Америго Веспуччи, двигаясь на юго-восток, открыл устья рек Амазонка и Пара. Поднявшись на лодках на 100 километров вверх по течению, он так и не смог высадиться на берег из-за густого леса. Движение далее на юго-восток было крайне затруднено сильным встречным течением. Так было обнаружено Гвианское течение. Всего Веспуччи открыл около 1200 километров северо-восточного побережья Южной Америки. Возвращаясь обратно на север и северо-запад, Веспуччи высадился на Тринидаде, а позднее соединился с кораблями Охеды. Совместно они обследовали побережье к западу от Жемчужного берега, открыли восточную часть Карибских Анд, участвовали в вооружённых стычках с недружелюбными индейцами, открыли острова Кюрасао и Аруба — самые западные из Малых Антильских.
Залив к западу Охеда назвал Венесуэла («маленькая Венеция»). Позднее это название распространилось на весь южный берег Карибского моря до дельты Ориноко. Всего Охеда обследовал более 3000 километров северного берега неизвестной суши и так и не нашёл ей конца, а это означало, что такая земля должна быть материком.
В декабре 1499 года за океан отправился ещё один участник первой экспедиции Колумба — Висенте Яньес Пинсон. Он первым из испанцев пересёк экватор, а 26 января 1500 года вышел, как позднее оказалось, к самой восточной оконечности южноамериканского континента — мысу Сан-Роки. Пинсон высадился на берег и оформил акт вступления во владение страной, которая впоследствии получит название Бразилия. Двигаясь отсюда на северо-запад, Пинсон вторично после Веспуччи открыл устье Пары, Амазонки, достиг Гвианы и устья Ориноко.
В октябре 1500 года Бастидас отплыл из Кадиса на двух кораблях. По достижении берегов Южной Америки Бастидас исследовал около 1000 км побережья Карибского моря, открыл устье реки Магдалены, а также Дарьенский залив и залив Ураба (северное побережье Колумбии). Участники экспедиции первыми исследовали внутренние области континента в районе Сьерра-Невада-де-Санта-Марта. Был вынужден вернуться в Санто-Доминго, предварительно первым из европейцев ступив на Панамский перешеек. За время плавания в 1502 году Бастидас нашёл много золота, но по обвинению в незаконной торговле был арестован губернатором Эспаньолы Франсиском де Бобадилья и отправлен в Испанию.
В это же время состоялось ещё несколько не только испанских (основная цель которых состояла в поисках золота, жемчуга и захвате рабов для продажи в Испании), но и португальских экспедиций (Открытие 24 апреля 1500 года Бразилии Педру Алвариш Кабралом, две экспедиции к бразильским берегам 1501—1502 и 1503—1504 годов Гонсало Коэлью с участием Америго Веспуччи), в результате которых стали проясняться очертания северного и восточного побережья нового континента, причём оказалось, что значительная его часть находится южнее экватора, а значит, он не может быть Азией.

## Потомство
У Христофора Колумба было два сына:
- законный, Диего (1479—1526), рождённый в Лиссабоне от жены — португалки Филипы Перештрелу. Старший сын Колумба, 4-й вице-король Новой Испании (1511—1518), носивший также звания аделантадо и адмирала Индий. После смерти Диего за его потомками были закреплены титулы маркиза Ямайки и герцога Верагуа;
- незаконный, Фернандо (Фернандо Колумб или Коло́н; 1488—1539), прижитый в Испании от связи с Беатрис Энрикес де Арана[англ.]. Испанский писатель и космограф, биограф своего отца.

После смерти отца они оба стали очень состоятельными людьми, получая громадные для того времени доходы.

## Герб Колумба
Колумбу за его великие открытия католическими монархами был пожалован дворянский герб, на котором «замок Кастилии и лев Леона (исп. castillo — замок, исп. león — лев) соседствовали с изображениями открытых им островов, а также якорей — символов адмиральского титула». Его сын Диего женился на племяннице герцога Альбы и потребовал от испанской короны предоставления Панамского перешейка (страны Верагуа), открытого его отцом во время последнего путешествия. Споры о статусе этих земель и о правах потомков Колумба на них затянулись почти на 30 лет. В 1536 г. внук Колумба объявил об отказе от притязаний на открытые дедом земли и на доходы с них, за что король Карлос I вознаградил его солидной пенсией c титулами маркиза Ямайки и герцога Верагуа. В дальнейшем эти титулы носили потомки старшей дочери Диего — младшие Альвареши, а затем Фитцджеймсы (потомки герцога Бервика). В XIX веке носитель титула «герцог Верагуа» в знак своего происхождения от Колумба сменил фамилию «Фитцджеймс» на «Кристобаль Колон» (Cristóbal Colón). От младшей дочери Диего происходит гвадалестская ветвь каталонского рода Кардона.

## Память
О Колумбе снято множество фильмов. В том числе:
- английский «Христофор Колумб» (Christopher Columbus, 1949),
- итальянский сериал «Христофор Колумб» (Christopher Columbus, 1985),
- англо-американо-испанского производства «Христофор Колумб: Открытие» (Christopher Columbus: The Discovery, 1992),
- англо-американо-испано-французского производства «1492: Завоевание Рая» (1492: Conquest of Paradise, 1992).

В родном городе мореплавателя находится дом-музей Колумба.
Также в честь Колумба установлено большое количество памятников: в Барселоне (бульвар Рамбла, приурочен к открытию Всемирной выставки 1888 года), в Мадриде (1892, расположен на центральной площади), в Бремерхафене, Генуе (на площади перед вокзалом Пьяцца Принчипе), Рапалло (ул. Армандо Диаз, в устье реки Боате),
Буэнос-Айресе (открыт 15 июня 1921 года), Санто-Доминго (1897, бронзовая статуя, расположенная напротив Кафедрального собора), Мехико (перекрёсток Площади Революций), Вашингтоне, Нью-Йорке (установлен в 1892 году), Сиракьюс, Провиденс, Сан-Франциско, Чикаго, Пуэрто-Рико (2016).
В 1991 и 1992 годах, к 500-летию открытия европейцами Американского континента, грузинский скульптор Зураб Церетели предлагал купить США, Испании и странам Латинской Америки свою огромную статую Колумба за штурвалом испанской каравеллы (в настоящий момент её уменьшенная копия установлена в Испании). Статуя Колумба имеет высоту 126 метров, что в два раза больше высоты «Статуи Свободы» с постаментом. Газета The Baltimore Sun назвала статью о церетелиевском Колумбе «From Russia with 'ugh'». В 1995 году на родине Колумба воздвигли памятник «Рождение нового человека» работы Церетели, высотой 45 метров.

### Снос памятников
В 2004 году в Венесуэле группа сторонников Уго Чавеса сломала и увезла в неизвестном направлении бронзовую статую Колумба. В марте 2009 года префект Каракаса приказал снести статую Христофора Колумба. Президент страны Уго Чавес горячо одобрил это решение чиновника, заявив во время телевизионного выступления, что, достигнув Америки более 5 веков назад, Христофор Колумб положил начало геноциду индейского населения Америки.
Чикагский памятник Колумбу был снесён в 2020 году.

### Названия, данные в честь Колумба
Топонимы
- Колумбия — государство в Южной Америке
- Гора Кристобаль Колон в Колумбии, высота 5775 м
- Федеральный округ Колумбия в США
- Провинция Британская Колумбия в Канаде
- Город в зоне Панамского канала Колон
- Провинция в Панаме Колон
- Департамент в Гондурасе Колон
- Площадь Колумба (исп. Plaza de Colón) в Мадриде
- Площадь в Эль-Пуэрто-де-Санта-Мария
- Площадь в Нью-Йорке
- Площадь в ЗелАО г. Москва[21]
- Улицы в г. Волгограде[22] и Астрахани[23]
- Населённые пункты в США, носящие название Колумбус и Колумбия
- Топонимы в Латинской Америке, включающие фамилию Колон
- Историческое государство Великая Колумбия на территории современных Колумбии, Венесуэлы, Эквадора и Панамы

Космос
- Кратер на видимой стороне Луны.
- Астероид (327) Колумбия, открытый в 1892 году.
- Шаттл Колумбия
- Модуль МКС Коламбус

Театры
- Главный оперный театр Аргентины — театр Колон
- Театр Колумба в книге Ильфа и Петрова «12 стульев»

Прочее
- Киностудия Коламбия Пикчерс
- Денежные единицы Коста-Рики и Сальвадора колон
- Футбольные клубы из Санта-Фе, Аргентина «Колон» и из Монтевидео, Уругвай «Колон»
- Орден Христофора Колумба (Доминиканская республика)
- Католическое движение Рыцари Колумба
- Колумбов обмен — перемещение растений, животных, микроорганизмов и людей из Старого Света в Новый и наоборот
- Самый большой в мире контейнеровоз «Христофор Колумб»

### Изображения на деньгах

#### На колонах
Сальвадорский колон
В честь Христофора Колумба (по-испански Кристобаля Колона) была названа валюта Сальвадора — сальвадорский колон. На купюрах всех годов выпуска и всех номиналов, на оборотной стороне помещался портрет молодого либо пожилого Колумба.
|                              |                              |                |                |
| Реверс: 1 колон, 1920 и 1956 | Реверс: 1 колон, 1920 и 1956 | 5, 1983 и 1990 | 5, 1983 и 1990 |

|                 |                 |                    |                    |
| 10, 1968 и 1974 | 10, 1968 и 1974 | 10, 1999 и 2, 1976 | 10, 1999 и 2, 1976 |

|                     |                     |                  |                  |
| 25, 1994 и 50, 1995 | 25, 1994 и 50, 1995 | 100, 1965 и 1983 | 100, 1965 и 1983 |

Колон Коста-Рики
На валюте Коста-Рики — коста-риканском колоне — Христофор Колумб изображался крайне редко (на банкнотах 1/2 и 1 колон) и лишь в самом начале XX века.
- Колумб на 1/2 колона, Коста-Рика, 1917 год
- Монета 1 колон с профилем Колумба. 1991 год

#### Напамятных монетах
- В 2006 году Республика Сан-Марино выпустила памятную монету достоинством в 2 евро в честь 500-летия со дня смерти Христофора Колумба.

### В филателии
- Памятник Колумбу на почтовой марке РФ, 1992 год
- Почтовая марка Молдовы, 1992 год
- Почтовая марка Фарерских островов
- Почтовая марка России, 1992 г.

### В культуре и искусстве
Литература
- Верн Ж. Христофор Колумб, 1436—-1506 / Перевод с французского Евгения Брандиса; 87 иллюстраций Бориса Аникина. — Санкт-Петербург: Вита Нова, 2017. — 171, [4] с. — (Фамильная библиотека. Детский зал).
- Гумилёв Н. С. Открытие Америки: Поэма в четырёх песнях (1910) ,
- Ирвинг В. История жизни и путешествий Христофора Колумба (A History of the Life and Voyages of Christopher Columbus, 1828)[24].
- Купер Дж. Ф. Мерседес из Кастилии, или Путешествие в Катай (роман об открытии Америки, опубликованный в 1840 году).
- Маяковский В. В. Христофор Коломб (1925). Стихотворение с шутливым эпиграфом «Христофор Коломб — испанский еврей. Из журналов» (обыгрывается гипотеза о том, что Колумб был евреем)[25].
- Сабатини Р. Колумб (Columbus, 1941)[26].
- Тютчев Ф. И. Колумб (1844)[27].
- Хопп, С. Волшебный мелок (1948). В этом абсурдистском сказочном романе норвежской писательницы один из персонажей в гл. 9 «Христофор Камбалумб» рассказывает другому абсурдную сказку о камбале, которую «звали Христофором! А фамилия её была Камбалумб», причём жила она не в воде, а в деревне, и «за всю жизнь так и не научилась плавать».[28][29]
- Шрекник Е. Ф. Христофор Колумб: Ориг. ист. роман из эпохи открытия Америки: В 2 ч. — Санкт-Петербург: тип. П. П. Сойкина, 1893. — [2], II, 307 с.

Театр
- Рихард Вагнер. Увертюра к пьесе «Христофор Колумб» (1834—1835)
- Опера «Христофор Колумб» (Cristoforo Colombo, 1892), композитор — Альберто Франкетти, либреттист — Луиджи Иллика.
- Опера «Вояж» (Voyage, 1992), композитор — Филип Гласс, либреттист — Дэвид Генри Хван.
- Опера-оратория «Христофор Колумб» (по драме Поля Клоделя, 1929), композитор — Дариюс Мийо[30].
- Оперетта «Христофор Колумб» композитора-дилетанта С. И. Донаурова (1839—1897)[31]

Кинематограф
- «Христофор Колумб» / Christopher Columbus (Италия — Франция — США, 1985). Мини-сериал (4 серии). Режиссёр Альберто Латтуада, в главной роли — Габриэль Бирн.
- «Христофор Колумб» / Boukensha: The Man was from Spain (Япония — Италия, 1992). Аниме-сериал (26 серий). Режиссёр Курокава Фумио
- «1492: Завоевание рая» / 1492: Conquest Of Paradise (США — Великобритания — Франция — Испания, 1992). Режиссёр Ридли Скотт, в главной роли — Жерар Депардьё.
- «Христофор Колумб: Открытие Америки» / Christopher Columbus: The Discovery (США — Испания, 1992). Режиссёр Джон Глен, в главной роли — Жорж Коррафас.
- «Изабелла» (Испания, 2012—2014), в эпизодической роли Колумба — Хулио Манрике.
- «Кредо убийцы» (США, 2016), Колумб (актёр Гэбриел Андре) появился в одной сцене, забрав и унеся с собой в могилу Яблоко Эдема.